# Jogos Abertos de Cambuquira
Jogos Abertos de Cambuquira ou simplesmente Jogos de Cambuquira foram uma das principais competições nacionais que se realizavam sempre no mês de Abril na praça de esportes da cidade mineira de Cambuquira em fins dos anos de 1950 e primeiros anos da década de 1960. O evento reunia equipes de Vôlei Masculino e Feminino e de Basquete masculino de clubes de Minas Gerais, de São Paulo e do Rio de Janeiro.
Em 1957, por exemplo, o bicampeão olímpico Ademar Ferreira da Silva foi o porta-bandeira da cerimonia de abertura.